# Gianni Citterio
Gianni Gaetano Citterio, nomi di battaglia Diomede e Redi (Monza, 13 giugno 1908 – Megolo, 13 febbraio 1944) è stato un partigiano italiano.
Medaglia d'oro al valor militare alla memoria.

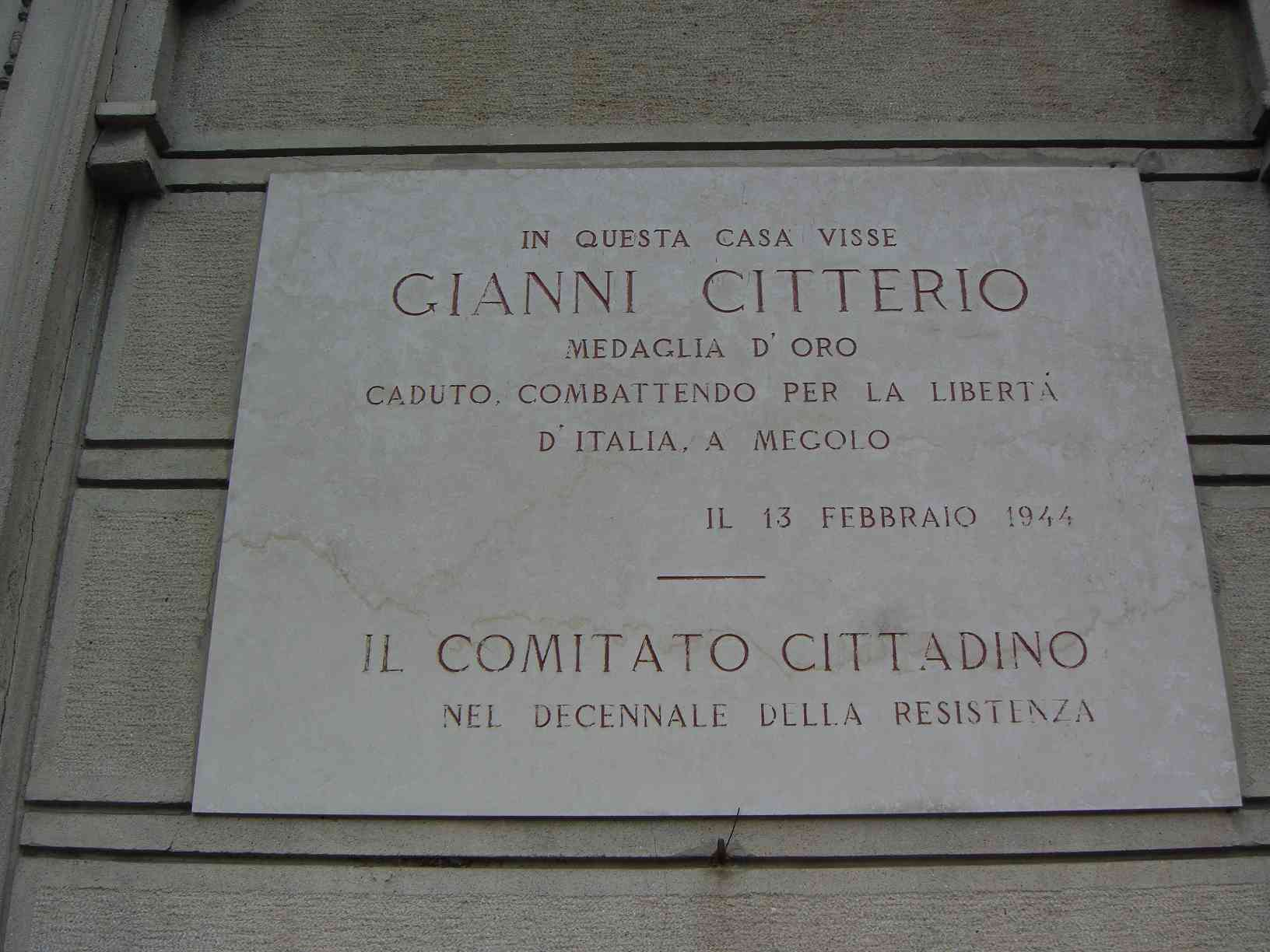
Targa sulla casa natale di Gianni Citterio al civico n.2 della piazza omonima a Monza

## Biografia
Gianni Citterio fu partigiano, principale esponente del movimento antifascista monzese e figura di primo piano della Resistenza del Nord Italia.
Figlio di Giuseppe Citterio, militante socialista e sindaco di Monza nell'immediato dopoguerra (1945-1946), frequentò il ginnasio allo Zucchi di Monza e l'Università degli Studi di Pavia, dove si laureò in legge nel 1913 e partecipò attivamente ai gruppi antifascisti studenteschi.
Impegnato nella propaganda contro la guerra abissina e l'intervento fascista in Spagna, e nell'organizzare riunioni antifasciste nella sua città, dal 1940 divenne militante del Partito Comunista ed entrò in clandestinità. Fu da allora attivo in tutta la Brianza nel divulgare le idee comuniste e nell'incentivare la nascita di cellule locali.
Con altri antifascisti monzesi costituisce nel corso del 1943 il gruppo politico clandestino "Fronte d'azione antifascista" e stampa il giornale "Pace e libertà" che continuerà le pubblicazioni fino alla caduta del fascismo. Il gruppo è inoltre attivo nella diffusione di manifesti e volantini antifascisti. Nel marzo 1943 Citterio fu tra i diretti organizzatori degli scioperi milanesi e sestesi.
Il 9 settembre del 1943, all'indomani dell'armistizio, attorniato dai rappresentanti dei partiti democratici, si rivolse ai concittadini monzesi dal balcone del palazzo municipale incitandoli alla resistenza al nazifascismo e alla lotta armata contro gli invasori tedeschi, che il giorno dopo avrebbero occupato la città, esponendosi direttamente come leader dell'antifascismo cittadino e cercando di farsi consegnare le prime armi dal comandante della vicina caserma Pastrengo.
Costretto dall'occupazione nazista a lasciare Monza, si trasferisce a Milano dove il partito lo coinvolse in incarichi di sempre maggiore importanza. Fra gli organizzatori dei GAP, entrò nel primo comitato militare del CLNAI in rappresentanza del PCI assumendo il nome di battaglia "Diomede", a fianco di una figura di spicco della Resistenza come Ferruccio Parri e dell'amico Giovanni Battista Stucchi.
Nel suo appartamento clandestino in via Pinturicchio, trovarono rifugio anche altri importanti esponenti della Resistenza, come Giorgio Amendola, Giuseppe Dozza e Celeste Negarville, con il quale strinse una profonda amicizia.
A causa della delazione sotto interrogatorio di un compagno di partito fu costretto a lasciare Milano.
Inviato più volte in Val d'Ossola come ispettore del Comando generale delle Brigate Garibaldi, in virtù delle doti organizzative che il partito gli riconosceva, dal gennaio 1944 rimase poi a collaborare per il potenziamento delle forze partigiane, assumendo il nome di battaglia "Redi" e entrando come Commissario politico nella formazione partigiana di Filippo Beltrami, una delle prime a sorgere nella zona.

## Lo scontro di Megolo e la morte
Nella notte del 12 febbraio 1944 il gruppo comandato da Citterio si portò, con il capitano Beltrami, lungo la linea ferroviaria Domodossola-Milano con l'intento di far deragliare una tradotta carica di soldati nazisti e di materiali diretti in Germania, di cui era stato segnalato il transito. Rivelatasi inesatta l'informazione, il gruppo partigiano rientrò alla base temporanea, delle baracche in disuso nei pressi di Megolo, oggi frazione del comune di Pieve Vergonte.
Intorno alle sei del mattino del 13 febbraio 1944 arrivò la notizia che automezzi tedeschi e fascisti partiti da Domodossola e da Novara, agli ordini del capitano Ernst Simon, stavano occupando Megolo nella bassa valle e circondando la zona; i nazifascisti erano entrati in paese e avevano passato in rassegna casa per casa, picchiando uomini e donne sospettati di dar rifugio ai partigiani o di tenere loro le armi e prendendo ostaggi fra la popolazione. Tre partigiani che si trovavano in Megolo furono immediatamente fucilati.
La formazione partigiana su iniziativa del capitano Beltrami optò per la resistenza a oltranza, strategia più militare che da guerra partigiana, disponendosi ai posti di combattimento, malgrado tedeschi e fascisti avessero già avuto tutto il tempo per disporre le armi pesanti e circondare la zona prima di essere avvistati.
Lo scontro a fuoco durò tutta la mattina del 13 febbraio e alla fine le forze nazifasciste, superiori in numero e meglio armate, prevalsero sul gruppo partigiano che fu costretto a ritirarsi sulle montagne. Nello scontro persero la vita Gianni Citterio, il capitano Filippo Beltrami, il vicecomandante Antonio Di Dio e, compresi i tre fucilati del mattino, altri nove partigiani.
Il corpo di Citterio non venne riconosciuto dalle autorità fasciste e fu in un primo momento sepolto anonimo a Megolo, benché gli abitanti del luogo sapessero chi fosse e gli tributassero onore. Fu in seguito traslato nel Cimitero Urbano di Monza assieme agli altri caduti della guerra di Liberazione.
Gianni Citterio è stato decorato con la medaglia d'oro al valore militare alla memoria e la città di Monza gli ha dedicato una piazza.